# Pierre Emmanuel Félix Chazal
Pour les articles homonymes, voir Chazal.
Le baron Pierre Emmanuel Félix Chazal, né le 1er janvier 1808 à Tarbes (France) et décédé le 25 janvier 1892 à Uzos (France), est un officier de l'armée belge, figure de proue du parti libéral et ministre de la Guerre de 1847 à 1850 et de 1859 à 1866.

## Biographie
Il était le fils de Jean-Pierre Chazal, avocat français qui prit part à la Révolution française et qui fut contraint à l'exil après la chute de Napoléon et la confiscation des biens familiaux. Il arrive en Belgique en 1816, d'abord à Vilvorde puis à Bruxelles.
Pierre Chazal se marie à Liège le 30 mai 1829 avec Anne-Thérèse-Elisabeth Graff, fille d'un marchand de draps de Verviers avec qui il a quatre fils, tous militaires, dont Jules Ernest, capitaine et volontaire pour la campagne mexicaine, est tué le 16 avril 1865 lors de la bataille de Tacámbaro. En 1830, il joue un an plus tard un rôle actif dans la révolution et l'indépendance belge, point de départ d'une carrière dans l'armée et la politique belge. Il est l'un des confidents du roi Léopold Ier.

## Carrière
- Septembre 1830 : il participe aux combats lors de la révolution belge et plus tard à la libération de la citadelle d'Anvers
- 1er octobre 1830 : Le Gouvernement provisoire le nomme Munitionnaire général de l'armée belge, le 14 sa fonction est renommée à sa demande en Ordonnateur en chef et 10 jours plus tard Intendant général

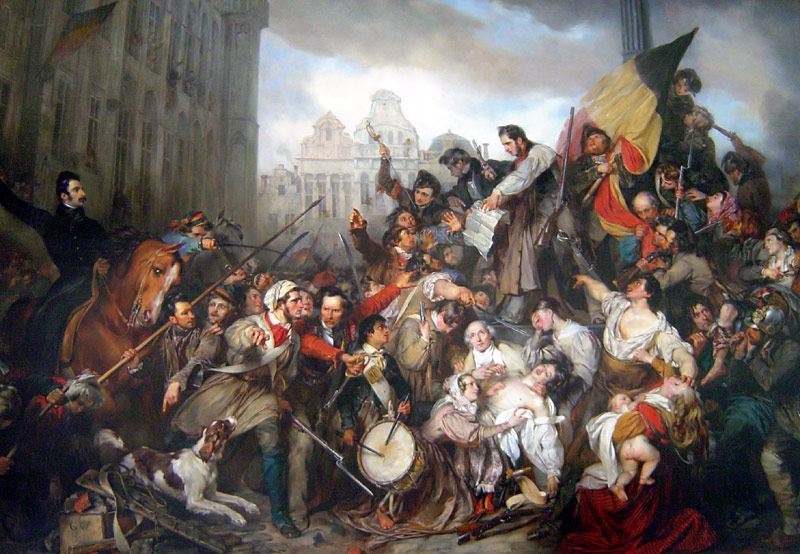
Épisode des Journées de Septembre 1830 sur la place de l'Hôtel de ville de Bruxelles peinte par Gustave Wappers en 1835. Chazal se trouve en bas à gauche sur un cheval.

- Le 27 octobre, il est présent avec Rogier et de Robiano à Anvers lors du bombardement de la ville  par les militaires hollandais qui tiraient de la citadelle commandée par Chassé sur l'entrepôt du port.
- 1830-1833 : commandant dans l'armée belge
- 1833-1837 : commandant militaire de la province de Liège
- 1833 : reçoit la Croix de fer (Belgique)
- 1837-1839 : commandant du 9e Régiment de Ligne à Liège.
- 1842 : général-major
- 9 juin 1844 : naturalisé belge
- 1846-1865 : aide de camp du roi
- 1847 : lieutenant-général
- 1847-1850 : ministre de la guerre. Son chef de cabinet était Jean Eglé Edouard Pouchin[1], un ancien combattant bruxellois de la révolution belge de 1830.
- 1850 : commandant de la 9e division d'infanterie et de la 2e division territoriale
- 1850-1875 : gouverneur militaire de la résidence royale (chef de la maison militaire de roi Léopold I)
- 1851-1859 : commandant de la 2e division d'infanterie et de la 2e division territoriale
- 1853 : représentant du roi lors du couronnement du Tsar Alexandre II ; il était  accompagné de Pouchin, auteur d'un récit de ce voyage (encore inédit).
- 1860 : le 20 juillet, reconnaissance de son titre de baron transmissible à tous ses fils et transmissible dans la descendance de chacun d'eux par primogéniture masculine
- 1859-1866 : ministre de la guerre, il reprend le major Pouchain comme chef de cabinet.  Epoux de la veuve de Jean-Baptiste Meeûs (1779-1856), il deviendra lieutenant-général en fin de carrière.
- 1865-1892 : aide de camp du roi
- 1866-1870 : commandant de la 4e division territoriale
- 1870 : commandant de l'armée d'observation chargée de résister à une éventuelle incursion prussienne durant la guerre franco-prussienne de 1870. Il y eut sous ses ordre, le lieutenant Charles-Marie de Braconnier, futur explorateur au Congo et lieutenant-général de l'armée belge en 1910, lors de l'instauration du service militaire et du réarmement. Il accompagne Napoléon III lors de son transit par la Belgique vers Cassel pour sa captivité en Allemagne.
- 1870-1874 : commandant de la 2e division territoriale
- 1874-1875 : commandant de la 2e circonscription militaire
- 1875-1892 : adjudant-général, chef de la maison militaire du roi Léopold II

## Duel
Chazal est célèbre pour un duel avec le député anversois Jan de Laet (membre du meetingpartij) le 8 avril 1865.
Le député anversois lui reprochait de favoriser le recrutement de volontaires belges pour l’expédition française au Mexique. Chazal fut blessé, perdit le duel et fut condamné en juillet de la même année par la cour de cassation (compétente pour les crimes commis par les ministres en fonction) à deux mois de prison, huit jours d'arrêts domiciliaires et 200 francs d'amende. La peine fut commuée en huit jours d'arrêts par le sénat à la demande du roi. En 1866, il fut nommé ministre d'État et envoyé en mission en France, Prusse, Bavière et Autriche pour y étudier l'organisation de leurs armées. Durant la guerre franco-allemande, il prit le commandement de l'armée d'Observation. Après la défaite de Napoléon III à Sedan, il accompagna ce dernier de Bouillon à la frontière belge à son lieu de captivité à Wilhemshöle via Verviers. En 1875, il retourna définitivement en France dans son château d'Uzos près de Pau où il écrivit ses mémoires et où il mourut le même jour que son épouse en janvier 1892.

## Memorabilia
- Un monument à sa mémoire est dressé à Bourg-Léopold. La statue représente Chazal debout, avec un manteau d'officier appuyé sur son épée. Le socle figure un lion avec un drapeau, des branches de chêne et un fusil.

Une avenue et un arrêt de tram portent son nom à Schaerbeek.
- le grand tableau de Gustave Wappers le représente à cheval au milieu de nombreuses scènes de la révolution belge de 1830. Il est situé au Musée des beaux-arts de Bruxelles

## Distinctions et honneurs
- Grand-croix de l'Ordre de Léopold
- Croix de fer (Belgique) 1830
- croix militaire de 1re classe
- Croix commémorative 1856
- Grand cordon de l'ordre de Sainte-Anne avec brillants de Russie
- Grand cordon de l'ordre de l'Aigle blanc de Russie
- Grand cordon de l'ordre de Saint-Alexandre Nevski de Russie
- Grand cordon de l'ordre de Léopold d'Autriche
- Grand-croix de l'ordre des Saints-Maurice-et-Lazare
- Grand-croix de l'ordre de la Tour et de l'Épée de Portugal
- Grand-croix de l'ordre du Sauveur de Grèce
- Grand-croix de l'ordre de la Guadeloupe du Mexique
- Grand-croix de l'Ordre national de la Légion d'honneur
- Grand-croix de l'Ordre de la Rose du Brésil
- Grand-croix de l'ordre des Guelfes de Hanovre
- Grand cordon de l'ordre du Médjidié de Turquie
- Grand-croix de l'Ordre de la Couronne de Prusse.

## Sources
- (nl) Cet article est partiellement ou en totalité issu de l’article de Wikipédia en néerlandais intitulé « Pierre Emmanuel Félix Chazal » (voir la liste des auteurs).
- Baron Camille Buffin,  Documents inédits sur la révolution belge contenant d'après les souvenirs inédits du baron Chazal Relation du bombardement de la ville d'Anvers, (27 octobre 1830), Albert Dewit, éditeur, Bruxelles, 1910